# Joseph Cornell
Joseph Cornell (24 de desembre de 1903 – 29 de desembre de 1972) va ser un artista i escultor estatunidenc, un dels pioners de l'assemblage. Va ser influenciat pels surrealistes, també va filmar pel·lícules experimentals d'avantgarda.

## Biografia
Joseph Cornell nasqué a Nyack, New York d'antiga ascendència neerlandesa. A la mot del seu pare,la família es traslladà a Queens N.Y. Cornell assistí a la Phillips Academy a Andover, Massachusetts, l'any 1921 però no es va graduar.
Cornell va ser un artista autodidacta.
Va dedicar la seva vida a tenir cura del seu germà Robert, que patia paràlisi cerebral. A la dècada de 1920, va llegir els llibres de Mary Baker Eddy, incloent Science and Health with Key to the Scriptures. Cornell es va adherir durant tota la seva vida a la Ciència Cristiana (Christian Science).
Unes de les seves obres eren caixes surrealistes i amb l'ús de juxtaposició original i amb l'evocació de la nostàlgia.
Cornell va acabar la seva carrera com un artista molt reconegut i es va concentrar en confegir collages, i col·laborà amb cineastes com Rudy Burckhardt, Stan Brakhage, i Larry Jordan.
L'any 1967 aquest artista estava en possessió de dos o tres dibuixos originals de l'obra de Antoine de Saint-Exupéry El Petit Príncep.

### Filmografia
- Rose Hobart (1936)
- Children's Party (c. 1940)
- Cotillion (c. 1940)
- The Midnight Party (c. 1940)
- The Aviary (1955)
- Gnir Rednow (1956) (amb Stan Brakhage)
- Mulberry Street (1957)
- Boys' Games (1957)
- Centuries of June (1955) (amb Stan Brakhage)
- Nymphlight (1957)
- Flushing Meadows (c. 1965) (amb Larry Jordan)
- A Legend for Fountains (1957–1965)
- Bookstalls (1973)
- By Night with Torch and Spear (1979).